# Jorge Botteri
Jorge Botteri fue un músico peruano de rock and roll y twist, el cual tuvo mucha popularidad durante la década de los 50.

## Biografía
Empezó cantando en las aulas del colegio Leoncio Prado. Tras culminar sus estudios se presentó para un audición en los estudios del Ing. Manuel Apolinario Guerrero (Discos MAG), tras su aprobación lo hacen debutar en 1959 en vinilo con la orquesta de Lucho Macedo, cantando el éxito de Neil Sedaka, "Pequeño diablo", en versión tropical.
En 1960 la disquera le presentó al chileno Luis Durand, quien lo invitó a formar un conjunto llamado Los Duraznitos y que tras su ingreso se llamó Duraznito & Sus Twister's. Comenzaron a grabar los temas que formarían el LP “Twist and rock and roll de la nueva ola”, aunque antes de terminarlo abandonó el proyecto por discrepancias económicas. Quedó una pista sin voz, que la disquera completó con César Altamirano, y así salió a la venta.
El LP tuvo mucho éxito y el 45 RPM El twist/Twist USA* llevó a la fama a Jorge.
Entonces se animó a regresar a MAG (luego de firmar un nuevo contrato), donde llegó a grabar algo más de veinte títulos en discos de 45 RPM, todos con el crédito: “Duraznito, canta Jorge Botteri”, que se vendieron muy bien no solo a nivel nacional sino también en Venezuela y México.
Luis Durand se encargó de escribir los arreglos y las partituras. En las grabaciones intervinieron el “Chatón” Alcázar en el piano; Germán Neciosup en el saxofón (hermano de Alex Acuña); Joe di Roma en el contrabajo; Francisco "Paco" Zambrano en la percusión; Víctor Durand en la trompeta; Roberto Valdez en la guitarra; y Pablo Villanueva "Melcochita" como músico de apoyo. Los coros están a cargo del trío “Los Gorrioncitos”, reyes de los jingles de esa época. 
Duraznito duró un par de años más, hasta que Botteri se retiró para terminar sus estudios de ingeniería.
A inicios de los 70, integró junto a Kroffer Jiménez V (director de la banda tropical "Popy & Sus Pirañas") el dúo Blacanguay que practicaba una mezcla de rock-tropical que logró varios discos de oro, siempre recordados por su éxito “La palmadita”. 
Junto a Alberto Maraví fundó el sello discográfico DINSA (Discos Nacionales S.A.).